# ستاره سینما (مجله)
ستاره سینما یک نشریهٔ سینمایی است که نخستین شماره آن در ۲۸ آبان ۱۳۳۲ در ۲۴ صفحه منتشر شد. از این نشریه تا سال ۱۳۵۷، هزار و شصت و هفت شماره (تا دوم دی ۱۳۵۷) منتشر شد و با دوام‌ترین نشریه سینمایی تاریخ مطبوعات ایران لقب گرفت.

## افراد کلیدی
- صاحب امتیاز و مدیر مسئول: بارویر گالستیان
- سردبیران: کاظم اسماعیلی، روبرت اکهارت (۱۳۳۷–۱۳۳۵)، پرویز نوری
- همکاران: سیامک پورزند، علی عباسی، ایرج طیبی